# A-wing

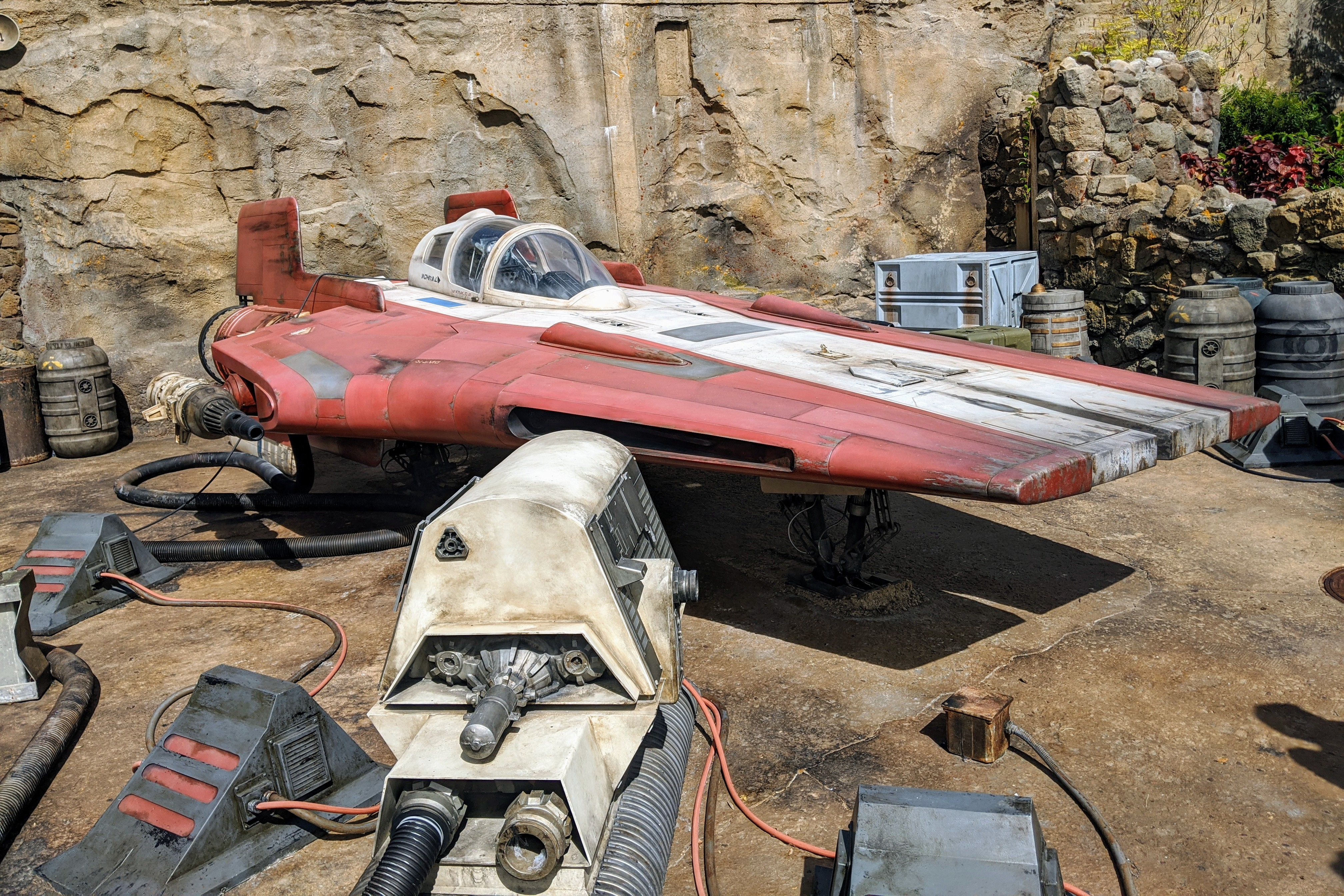
A-wing - myśliwiec z uniwersum Gwiezdnych wojen

A-wing – fikcyjny myśliwiec z uniwersum Gwiezdnych wojen, pojawia się w Powrocie Jedi (VI cz. sagi); rebeliancki myśliwiec z okresu Bitwy O Drugą Gwiazdę Śmierci pod Endorem.
Został zaprojektowany dlatego, że w czasie Bitwy O Yavin zabrakło myśliwców szybkich i zwrotnych, osiągających prędkość Imperialnych Maszyn – TIE Interceptor i TIE Fighter. Rebelianci zorganizowali produkcję A-winga inaczej niż innych maszyn Rebelii. Produkowano go w warsztatach rozrzuconych po całej Galaktyce, nie zaś w fabrykach jak X-Wingi. A-wing świetnie radziły sobie z imperialnymi myśliwcami. Prędkość A-winga w atmosferze wynosiła 1300km/h.
A-wingi pojawiają się też w grach komputerowych, najczęściej są to symulatory kosmiczne, np.: X-Wing, TIE Fighter i Rogue Sqadron.